# Dizelsko olje
Dizelsko gorivo je eden od proizvodov iz nafte, ki vsebuje ogljikovodike z okrog 16 ogljikovimi atomi. Uporablja se predvsem za pogon dizelskih motorjev. Dejansko gre za  kurilno olje, srednji destilat nafte, ki se ga z nekaterimi dodatki kot dizelsko gorivo uporablja za pogon dizelskih motorjev v avtomobilih, tovornjakih, ladjah in drugih vozilih ter strojih.

## Nevarne lastnosti
Je mešanica ogljikovodikov, pretežno iz območja od C9-C20 in z območjem vrelišča od 160 do 390 °C. Proizvod lahko vsebuje tudi metilne estre maščobnih kislin (biodizel) v količinah do 5%.
Snov ima lahko rakotvoren učinek. Je zdravju škodljiva, saj lahko zaužitje povzroči poškodbo pljuč. Ponavljajoča izpostavljenost lahko povzroči nastanek suhe ali razpokane kože. Ker je strupena za vodne organizme, lahko povzroči dolgotrajne škodljive učinke na vodno okolje.

## Fizikalne in kemijske lastnosti
Je bistra, svetla tekočina s tipičnim vonjem.
Snov ima vrelišče med 160 – 390 °C, plamenišče pri 55 °C in gorišče pri 220 °C.
Je nezdružljiva z močnimi oksidanti in močnimi bazami. Pri visokih temperaturah se izločata ogljikov monoksid (nepopolno zgorevanje) ter dim oz. saje.

## Toksikološki podatki
Težavni učinki
- oralno (podgana):LD 50 > 2000 mg/kg (ocenjeno glede na sestavo komponent)
- dermalno (zajec):LD 50 > 2000 mg/kg (ocenjeno glede na sestavo komponent)
- inhalacijska (podgana):LC 50 > 5 mg/l/4 h (ocenjeno glede na sestavo komponent)

Ta izdelek lahko povzroči draženje oči, kože in dihalnih poti v primeru povečane izpostave in nepravilne rabe.
Študije dolgoročnih toksičnih (zastrupljajočih) učinkov na miših so dale negotove rezultate. IARC je leta 1989 razvrstila destilate dizelskega goriva v skupino rakotvornih snovi 3 – nerakotvorno za človeka (razvrščeno zaradi neustreznih študij).
ATP (EU zakonodaja) je razvrstil komercialna plinska olja v skupino rakotvornih snovi 3 s pripisom stavka R 40: Možen rakotvoren učinek.

## Ekotoksikološki podatki
Biodegradacija
V primeru emisije v okolje se najbolj hlapne komponente izdelka razpršijo v atmosferi, kjer v stiku s hidroksilnimi radikali hitro razpadejo. Ta proces pospeši nastanek ozona preko fotokemijske reakcije.
Preostali del snovi lahko uvrstimo med »razgradljive«, čeprav ni dobro razgradljiva, tako da delno ostaja snov prisotna v okolju, še zlasti v primerih anaerobnih pogojev. Nekatere od prisotnih komponent v snovi imajo bioakumulacijski potencial ( Log Kow > 3) in se lahko zadržujejo v organizmih.
Strupenost za vodne organizme
Dokazana je strupenost snovi za vodne organizme pri koncentracijah med 1 in 10 mg/l, zaradi česar se snov uvršča med okolju nevarne.
Dizelsko olje nima specifičnih lastnosti inhibiranja bakterijske aktivnosti. Na vsak način se mora odpadno vodo, ki jo vsebuje snov, obdelati v za to ustreznih čistilnih napravah.